# Melchiorre Cafà

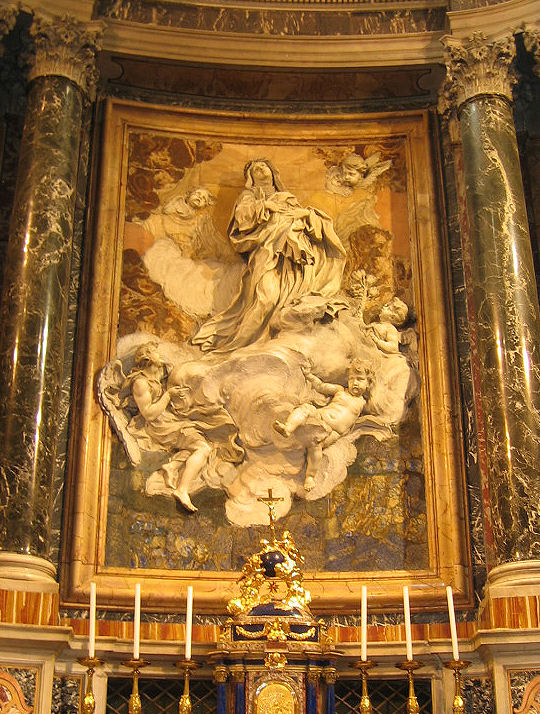
Melchiorre Caffà, Apoteosi di Santa Caterina, Roma, Chiesa di Santa Caterina da Siena a Magnanapoli

Melchiorre Cafà, o Caffà (Vittoriosa, 21 gennaio 1636 – Roma, 4 settembre 1667), è stato uno scultore maltese, tra i massimi esponenti del barocco romano.

## Biografia
Il suo certificato di battesimo porta la data del 21 gennaio 1636: secondo alcuni studiosi il vero nome era Marcello. Attorno al 1658 si trasferì a Roma, dove iniziò lavorare presso la bottega di Ercole Ferrata: nel 1660 realizzò la sua prima opera indipendente, un Martirio di sant'Eustachio per la chiesa di Sant'Agnese in Agone, commissionata dal principe Camillo Pamphili. L'anno seguente incominciò il suo impegno per un gruppo identificativo la Carità di S.Tomaso di Villanova, per la chiesa di S.Agostino, che però verrà terminato dal Ferrata.
Una delle sue opere più significative fu il rilievo sull'altar maggiore della chiesa di Santa Caterina a Magnanapoli a Roma. In questo lavoro la santa venne rappresentata secondo elementi berniniani parzialmente personalizzati da Cafà, e quindi le caratteristiche maggiormente evidenti risultarono gli effetti luminosi e la forma allungata della figura.
Il papa Clemente IX lo invitò a realizzare una statua di S.Rosa da Lima, che nel 1670 venne trasportata in Perù ed attualmente è conservata nella cattedrale di S.Domingo a Lima. I temi berniniani risultarono parzialmente modificati grazie all'ispirazione del Cafà.
Amico del pittore Giovan Battista Gaulli, detto il Baciccia, nel 1662 venne ammesso come membro all'Accademia nazionale di San Luca: nel 1667 venne anche eletto presidente, ma declinò l'onore. Morì a causa di un incidente nelle fonderie di San Pietro, mentre lavorava alle decorazioni per l'altare della concattedrale di San Giovanni Battista della Valletta.
Di lui di conservano numerosi bozzetti in terracotta presso: l'Ermitage in San Pietroburgo, il MUŻA a La Valletta, il Museo Nazionale del Palazzo Venezia a Roma e il Museo di Roma, il Carnegie Institute of Art a Pittsburgh, il Liebieghaus a Francoforte, il Fogg Art Museum a Harvard e il Fitzwiliam Museum di Cambridge.
Si conservano inoltre alcuni bozzetti in cera presso il Museo Nazionale di Belle Arti di La Valletta (due figure di santi martiri, modelli per le statue del colonnato di piazza san Pietro a Roma) e in collezione privata a Malta (la Gloria di santa Caterina da Siena, studio preparatorio per la grande pala marmorea nella chiesa di santa Caterina a Magnanapoli). Quattro grandi rilievi sono stati recentemente scoperti nei depositi della Cattedrale di Mdina, sempre a Malta. Questi rappresentano la Natività, l'Adorazione dei pastori, l'Annunciazione e la Gloria di santa Rosa da Lima.
Alcuni disegni sono conservati presso il British Museum a Londra, il Museum der bildenden Künste a Lipsia, il Museo del Louvre e presso l'Albertina di Vienna.

## Opere
- XVII secolo, San Pietro e San Paolo, manufatti bronzei, opere documentate ad ornamento della controfacciata della cattedrale di San Paolo di Medina.[2]
- XVII secolo, Martirio di San Paolo, paliotto bronzeo della mensa, opera presente nell'altare della Grotta di San Paolo della Collegiata di San Publio.[3]

## Mostre
Melchiorre Cafà Scultore Maltese nella Roma Barocca - Modelli e Bozzetti dalla Cattedrale di Malta (Roma, Accademia Nazionale di San Luca, 21 marzo-22 aprile 2012)